# Anıtkabir
Anıtkabir (türkisch für „Grabdenkmal“) ist die Bezeichnung des Mausoleums des türkischen Staatsgründers Mustafa Kemal Atatürk in Ankara. Es ist zugleich ein Nationaldenkmal und ein Museum. Das Grab des ersten Ministerpräsidenten der Türkei, İsmet İnönü, befindet sich ebenfalls in der Anlage.

## Entwurf
Laut Erinnerungen seiner Adoptivtochter Afet İnan äußerte sich Mustafa Kemal zur Frage, wo und wie er begraben werden wolle, bei einem Tischgespräch folgendermaßen:

“Beni, milletim nereye isterse oraya gömsün. Fakat benim hatıralarımın yaşayacağı yer Çankaya olacaktır”

„Mich soll mein Volk dort begraben, wo es ihm gefällt. Meine Erinnerungen aber werden in Çankaya weiterleben.“

Kurz nach seinem Tod im November 1938 wurde eine Parlamentskommission zur Planung der ewigen Ruhestätte Atatürks eingesetzt. Diese schrieb einen internationalen Architektenwettbewerb aus und setzte eine sechsköpfige Jury ein, die aus dem Deutschen Paul Bonatz, dem Schweden Ivar Tengbom, dem Ungarn Karoly Weichinger sowie den Türken Arif Hikmet Holtay, Muhlis Sertel (Baudirektor Ankaras) und Muammer Çavuşoğlu (Minister für öffentliche Bauten) bestand. Bis zum Abschluss des Wettbewerbs im März 1942 wurden insgesamt 49 Entwürfe eingereicht, davon 22 aus der Türkei. Die Entwürfe mit religiösem Bezug, unter anderem ein turanischer Kuppelbau von Sedat Hakkı Eldem und ein alttürkisches Grabmal von Clemens Holzmeister, wurden aufgrund von Atatürks Säkularisierungsreformen als unpassend empfunden. Allgemein dominierte das neoklassizistische Design. Acht Entwürfe kamen in die engere Auswahl: Drei von türkischen Architekten bzw. Entwurfsgemeinschaften (Hamit K. Söylemezoğlu–Kemal A. Aru–Recai Akçay, Emin Onat–Orhan Arda und Feridun Akozan–M. Ali Handan), drei italienische (Giovanni Muzio, Arnaldo Foschini und Giuseppe Vaccaro–Gino Franzi), ein Deutscher (Johannes Krüger) und ein Schweizer (Roland Rohn). Aus diesen acht erhielten drei einen mit 3000 Türkischen Lira dotierten „1. Preis“: Johannes Krüger, Arnaldo Foschini und Emin Onat–Orhan Arda. Die anderen fünf erhielten eine mit 1000 Türkischen Lira dotierte „lobende Erwähnung“. Das letzte Wort hatte das Parlament, das sich für das Projekt der türkischen Architekten Emin Onat und Orhan Arda im Stil des reduzierten Klassizismus entschied. Am 5. April 1943 beschloss die türkische Nationalversammlung, die Ausführung des Entwurfes von Onat und Arda.
Vor der Realisation des Projektes wurde der von Onat und Arda vorgelegte Entwurf auf Intervention der Jury in einigen Punkten verändert. Die sichtbarste Veränderung war aus statischen Gründen (Erdbebengebiet) das Weglassen eines riesigen steinernen „Dachgeschosses“ und die dreiteilige Struktur anstelle einer axialen Anordnung.

## Entstehungsgeschichte

### Bau

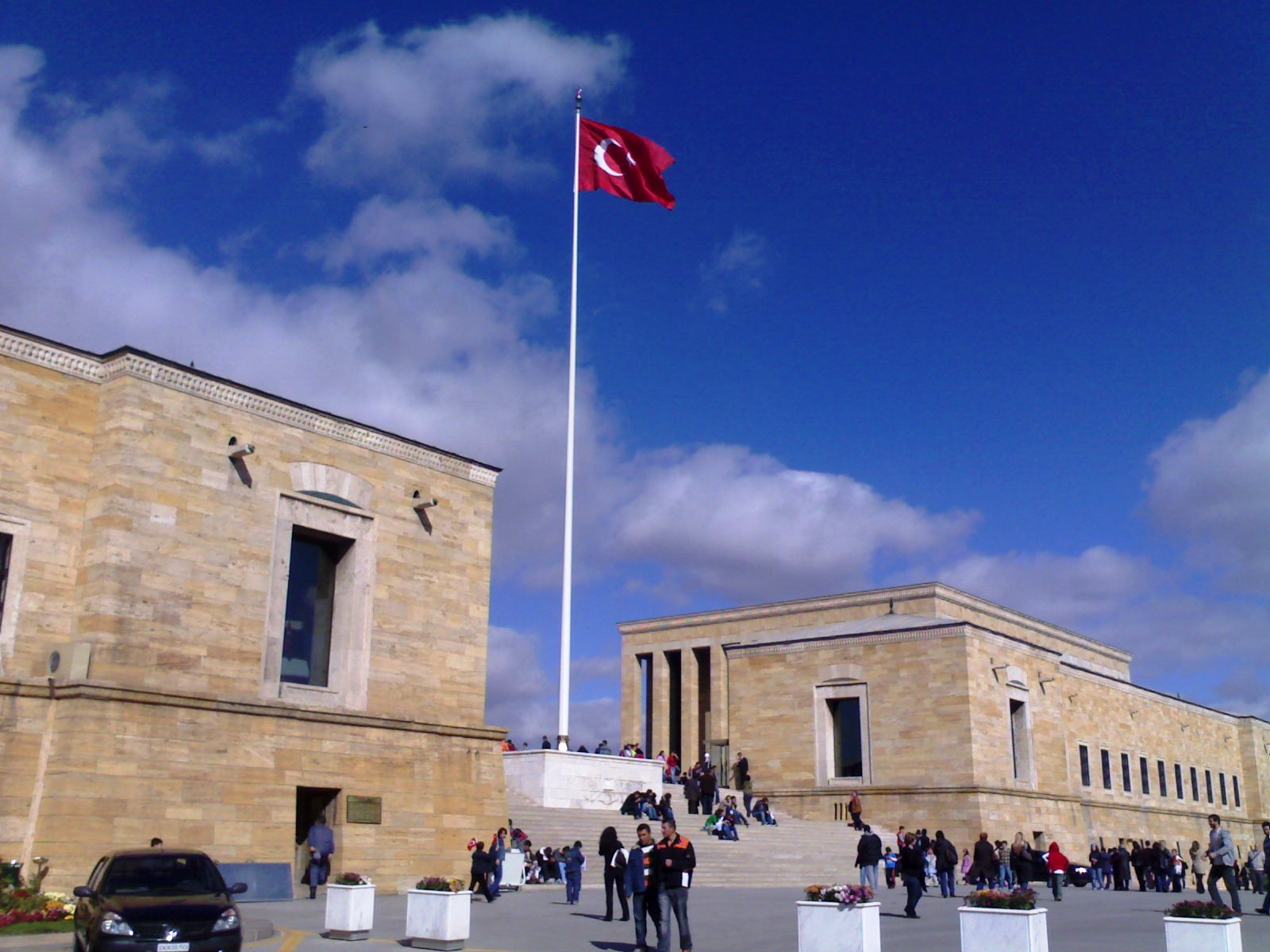
33,53 m hoher Fahnenmast aus Edelstahl

Baugrund ist der Hügel Rasattepe in Ankara. Der Hügel wurde im 12. Jahrhundert v. Chr. von Phrygern als Grabhügel künstlich errichtet. Vor Baubeginn des Monuments wurde er archäologisch untersucht. Die Funde der Ausgrabung sind heute im Ethnografischen Museum Ankara ausgestellt. Die Bezeichnung „Anıttepe“ (Monumentshügel) erhielt der Hügel erst mit Errichtung der Grabanlage für Atatürk.
Nachdem die Pläne für das Bauwerk feststanden, wurde am 9. Oktober 1944 in einer feierlichen Zeremonie der Grundstein gelegt. Die Bauarbeiten wurden innerhalb von neun Jahren in vier Stufen fertiggestellt. Die als erste Absolventin der İstanbul Teknik Üniversitesi bekannte Sabiha Gürayman fungierte als Bauleiterin.
1. Erster Bauabschnitt bis Anfang 1950: Der Bau des Fundaments und der Stützmauern für den Löwenweg (Arslanlı Yol).
2. Zweiter Bauabschnitt 1945–1950: Am 29. September 1945 begann der Bau der den Festplatz einfassenden Gebäude, der bis zum 8. August 1950 dauerte. Gleichzeitig wurde die Statik für das Monument errechnet, das in Beton und Stein ausgeführt werden sollte und das Fundament nicht zu sehr belasten durfte. Ende 1947 wurden die Ausschachtungs- und Isolationsarbeiten beendet und eine elf Meter hohe Eisenbetonkonstruktion für den Unterbau des Monuments geschaffen. Eingangstürme, Wege und Straßen sowie eine Baumschule, die Garten- und Parkgestaltung und die Bewässerungsanlage wurden in diesem Zeitabschnitt fertiggestellt.
3. Dritter Bauabschnitt 1950: Die Auffahrtswege, der Löwenweg, die Pflasterung des Festplatzes und des Mausoleumbodens, die Anfertigung der Stufen für die Treppen sowie der Sarkophag wurden in diesen Zeitabschnitt durchgeführt.
4. Vierter Bauabschnitt 1950–1953: In diesem Bauabschnitt (20. November 1950 bis 1. September 1953) wurde die Ehrenhalle ausgestattet und die Wände mit Steinleisten verziert. Das Gewölbe, das die große Ehrenhalle trägt und in dem sich jetzt ein Museum zum Lebenswerk Atatürks befindet, wurde gebaut. Für die Ehrenhalle war ursprünglich ein Gewölbeabschluss auf Säulen vorgesehen. Um das Projekt zu verkürzen, wurde auf das Gewölbe verzichtet und das Bauwerk um 28 Meter verkleinert. Die Decke wurde flach in Stahlbeton ausgeführt und innen mit Mosaik verkleidet, wodurch auch die Belastung für das Fundament sank.[6]

Im Januar 1952 wurde auf Initiative des deutschen Bildhauers Rudolf Belling, der in Istanbul seit 1936 die Klasse für Bildhauerei an der Kunstakademie leitete und von 1952 bis 1965 Künstlerische Grundlehre und Modellieren an der Architekturfakultät der İstanbul Teknik Üniversitesi lehrte, ein Wettbewerb unter türkischen Bildhauern für die Skulpturen am Atatürk-Mausoleum ausgeschrieben. Rudolf Belling wurde mit der Oberaufsicht über die künstlerischen Arbeiten am Mausoleum betraut.

### Materialien und Details
Der weiße Travertin für die Skulpturen, Löwenfiguren und Säulen stammt aus Pınarbaşı, der im Inneren der Türme stammt aus Polatlı und Malıköy. Aus gelbem Travertin aus Eskipazar (Çankırı) wurden die Siegesreliefs, die Außenverkleidung der Ehrenhalle und die Pfeiler der den zentralen Platz umgebenden Hallen gefertigt.
Der cremefarbene, rote und schwarze Marmor, mit dem der Fußboden in der Ehrenhalle ausgelegt ist, stammt aus Çanakkale, Hatay und Adana, der grüne Marmor aus Bilecik, der tigerfellfarbene Marmor an den Wänden der Ehrenhalle aus Afyonkarahisar. Der große Steinblock für den Sarkophag stammt aus Osmaniye, seine weiße Marmorverkleidung ebenfalls aus Afyonkarahisar. Das schwarze und rote Gestein für den Boden des Festplatzes und der Türme kommt aus Boğazköprü (Kayseri).

### Beisetzung

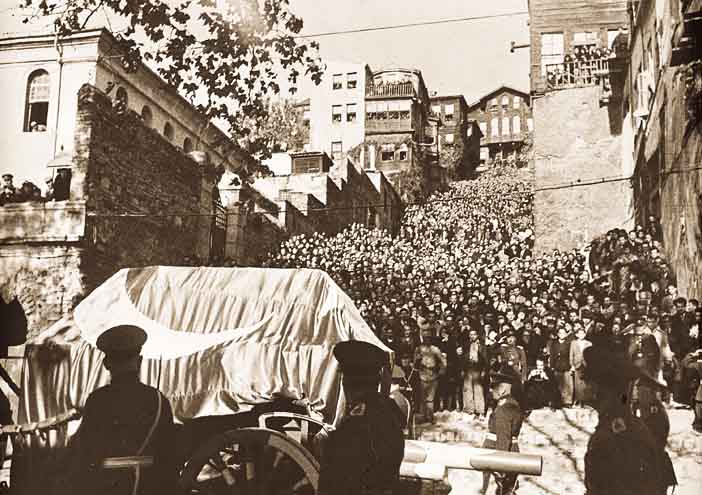
Atatürks Trauerzug beim Staatsbegräbnis

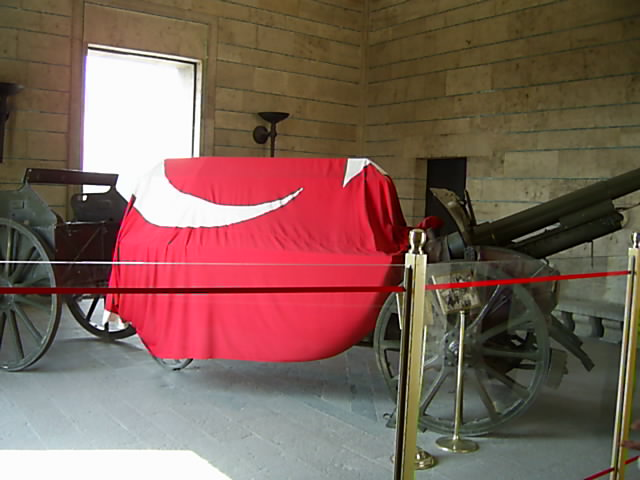
Die Lafette des Trauerzugs

Nach seinem Tod 1938 wurde der „Vater der Türken“ einbalsamiert und vorläufig im Ethnografischen Museum in Ankara bestattet. Dort wurde am 4. November 1953 sein Grab unter Anwesenheit wichtiger politischer Würdenträger, unter anderem des damaligen Ministerpräsidenten Adnan Menderes und des damaligen Parlamentspräsidenten Refik Koraltan geöffnet und auf den Katafalk gehievt. Anschließend wurde der Sarg mehrere Tage von Generälen bewacht.
Am 10. November (Atatürks 15. Todestag) erfolgte in einer großen zeremoniellen Andacht der Umzug des Sarges nach Anıtkabir. Dafür wurde der Katafalkwagen (eine umgebaute Lafette) von 136 jungen Offizieren gezogen. Der Umzug erfolgte mit Kanonenschüssen, Flugshows, vielen hunderttausenden Trauergästen aus der ganzen Türkei, mehreren Staatsgästen und der kompletten Regierung und Opposition. Um 13:30 Uhr wurde der Sarg in die Erde gesenkt und unter anderen vom Staatspräsidenten Celâl Bayar symbolisch mit Erde bedeckt; im Folgenden wurde das Grab von Soldaten vollständig verfüllt. Zum Abschluss erfolgte die Ehrerbietung in der Ehrenhalle.

## Aufbau und Organisation

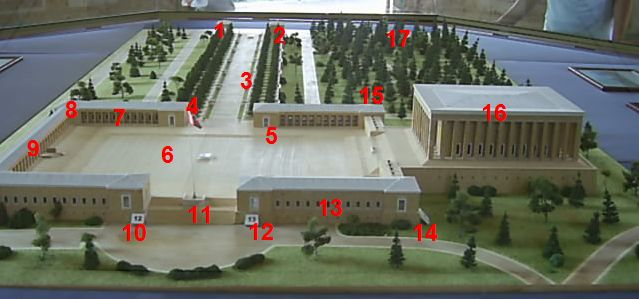
1. Turm der Unabhängigkeit 2. Freiheitsturm 3. Löwengang 4. Soldatenturm 5. Turm der Gerechtigkeit 6. Zentralplatz 7. Hauptquartier der Armeeführung und Bibliothek 8. Siegesturm 9. Grab Inönüs 10. Friedensturm 11. Fahnenmast 12. Turm des 23. April 13. Museum 14. Revolutionsturm 15. Turm der Republik 16. Mausoleum 17. Friedenspark

Anıtkabir befindet sich im Regierungsviertel Çankaya. Die Gesamtfläche beläuft sich auf etwa 750.000 m² und ist mit einer 1,5 m dicken Mauer umgeben. Davon sind 120.000 m² der bebaute Grabkomplex, die restliche Fläche bildet die Grünanlage. Zwei Eingänge (Tandoğan und Anıttepe) führen zum Grabkomplex, welcher in drei Hauptabschnitte unterteilt wird: der Löwenweg, der zentrale Platz und das eigentliche Mausoleum.
Verwaltet wird die Anlage seit 1980 durch den Generalstab der Türkei, den Genelkurmay Başkanlığı. Sie wird militärisch bewacht.

### Friedenspark
Der Barış Parkı ist mit verschiedenen Bäumen aus 24 Nationen und Zierpflanzen bepflanzt. Bonatz erklärte die Gartenarchitektur so:

„Am Fuße des Anittepes sollen hohe und mächtige Bäume eine grüne Masse bilden. Je näher man dem Anitkabir kommt, desto niedriger und weniger farbintensiv ist die Begrünung. Sie wendet sich in die niedrige, graue Flora der Steppe, um dann im Angesicht dem imponierenden Bau des Anitkabirs förmlich zu erlöschen.“

Im Westteil beherbergt der Park die Kaserne der Wachsoldaten.

### Löwenweg

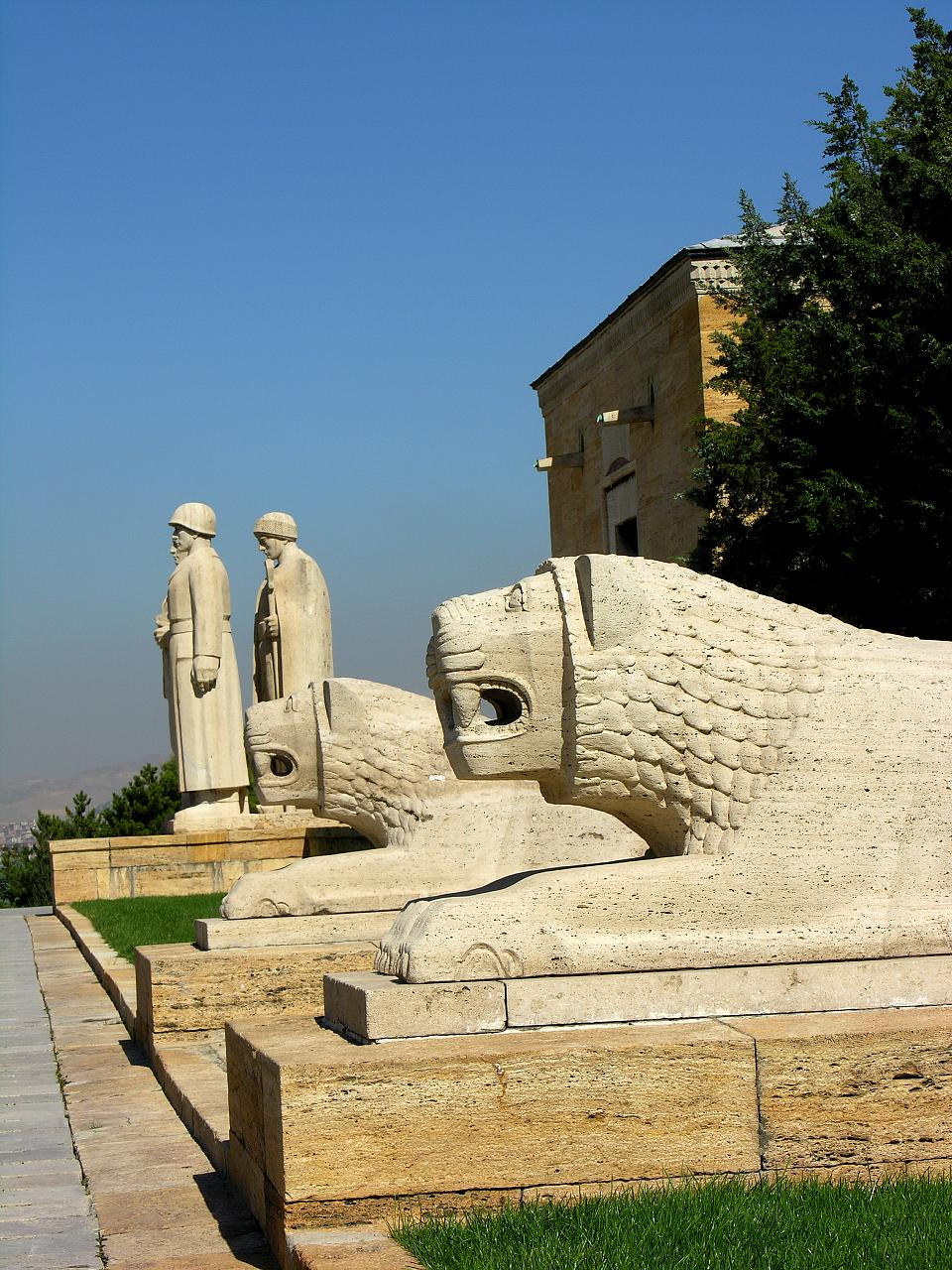
Gruppe Männerstatue mit Löwen

Der Löwenweg ist ein 262 Meter langer und mit Travertin gepflasterter Weg. Er führt vom Eingang Tandoğan zum zentralen Platz der Grabanlage. Direkt am Eingang befinden sich zwei Gruppen von Statuen, drei Männer und drei Frauen. Sie wurden von Hüseyin Anka Özkan erschaffen und repräsentieren das Volk. Bei den Männern sind dies drei Berufsgruppen: Der Bauer, der Lehrer und der Soldat. Die Frauen stellen eine Gruppe Trauernder dar.
Der Weg wird von je zwölf an jeder Seite platzierten namensgebenden Löwen gesäumt. Sie wurden von Hüseyin Özkan aufgrund von Atatürks Interesse an anatolischen Zivilisationen im hethitischen Stil entworfen. Die Zahl 24 symbolisiert die 24 in Anatolien eingewanderten Oghusenstämme; sie sollen Ruhe und Stärke ausdrücken.

### Zentralplatz, Bogengang und Türme
Der zentrale Platz des Komplexes nennt sich Tören Meydanı und hat eine Flächenausdehnung von 129 × 84,25 m. Er kann bis zu 15.000 Besucher aufnehmen. Die in den Boden eingesetzten roten, schwarzen, weißen und gelben Travertinsteine stellen je 373 Teppichmuster dar.
Der Platz verdeutlicht die erweiterte Funktionalität des Grabkomplexes. Sie ist nicht nur ein bloßer Gedenkort, sondern soll große Menschenmassen anziehen und den Blick zum großen Hauptgebäude, dem eigentlichen Mausoleum, lenken. An besonderen Tagen (z. B. dem Todestag) ist der Platz voller Menschen.
Umgeben wird der Platz durch einen Bogengang, dessen Decke ebenfalls mit Teppichmustern verziert ist. Durch die Arkaden ist ein imposanter Blick auf die Stadt möglich. Eingebaut in diesen Bogengang sind einige Räumlichkeiten, unter anderem die Bibliothek und die Militärverwaltung, und an den Ecken und Enden jeweils zehn pavillonartige Gebäude, die Türme genannt werden. Jedes besitzt seine eigene Thematik, und allen gemein sind die auf dem Dach gen Himmel zeigenden Speerspitzen, welche alttürkische nomadischen Zeltspitzen repräsentieren.

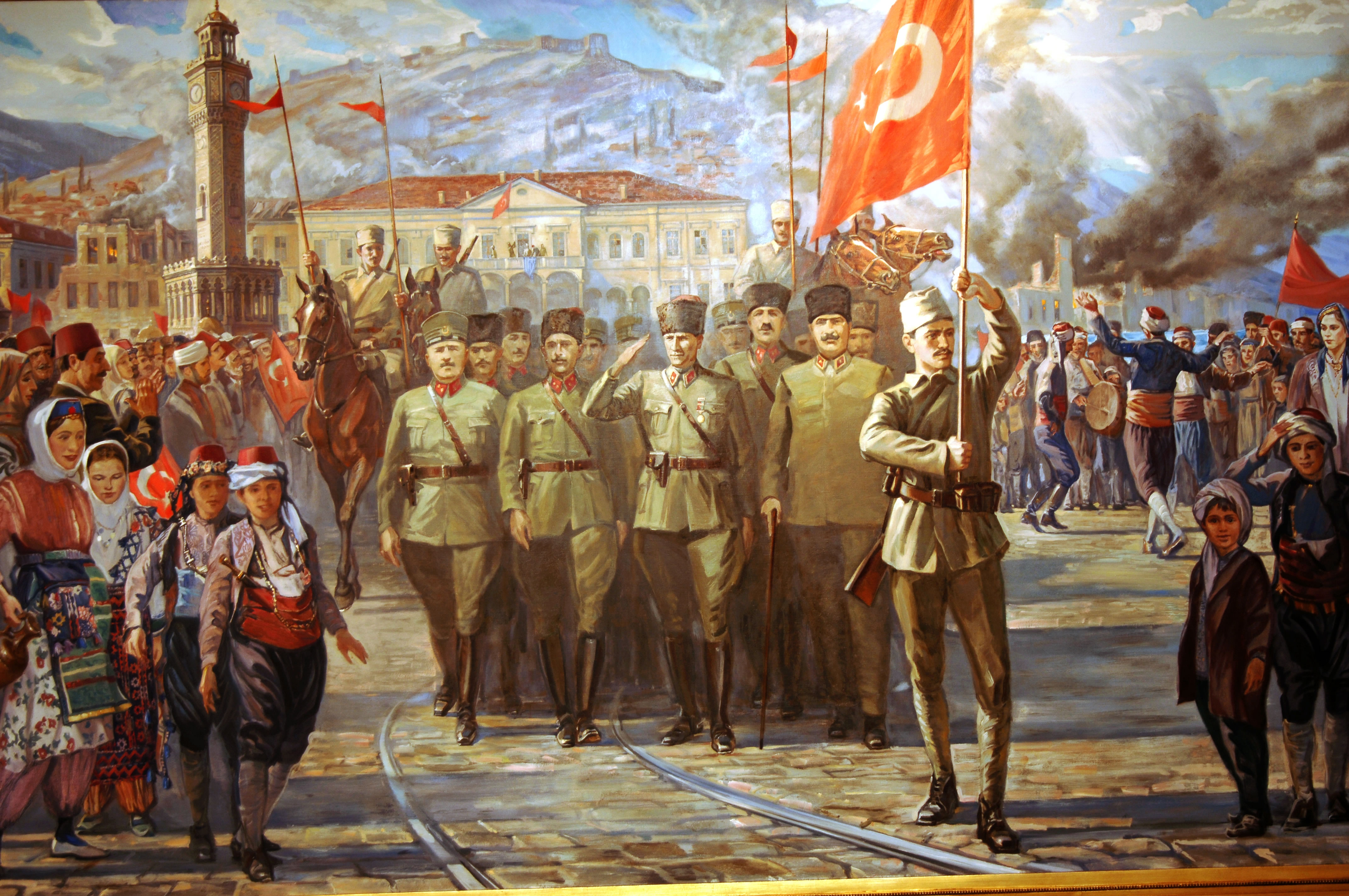
Ausgestelltes Nationalgemälde: Propagandistische Darstellung des Einmarschs der türkischen Armee in Smyrna

| Turm                                             | Position            | Thematik                                            |
| ------------------------------------------------ | ------------------- | --------------------------------------------------- |
| İstiklâl Kulesi (Turm der Unabhängigkeit)        | Beginn Löwenweg     | Miniaturmodell der Anlage                           |
| Hürriyet Kulesi (Turm der Freiheit)              | Beginn Löwenweg     | Dokumentation über Bauprozess, benutzte Materialien |
| Mehmetçik Kulesi (Turm des türkischen Soldaten)  | Ende Löwengang      | Kino                                                |
| Müdafaa-i Hukuk Kulesi (Turm der Gerechtigkeit)  | Ende Löwengang      | Schriften und Andenken                              |
| Zafer Kulesi (Turm des Sieges)                   | Südwestliche Flanke | Bahre (Lafette)                                     |
| Barış Kulesi (Turm des Friedens)                 | Südwestliche Flanke | Dienstwagen                                         |
| 23 Nisan Kulesi (Turm des 23. April)             | Südöstliche Flanke  | Mustafa Kemals Cadillac Series 80                   |
| Misak-ı Milli Kulesi (Turm des nationalen Pakts) | Südöstliche Flanke  | Eingang zum Museum, offizielles Kondolenzbuch       |
| İnkılâp Kulesi (Turm der Revolution)             | Südöstliche Flanke  | Teil des Museums                                    |
| Cumhuriyet Kulesi (Turm der Republik)            | Nordseite           | Nachbildung Mustafa Kemals Arbeitszimmer            |

#### Museum
Der Museumsbereich Atatürk ve Kurtuluş Savaşı Müzesi wurde 1960 eröffnet und 2002 erneuert. Er erstreckt sich oberirdisch von den Türmen und Räumlichkeiten links und rechts des Mausoleums und einem darunter liegenden großen unterirdischen Teil.
Das Museum beherbergt private Gegenstände Mustafa Kemal Atatürks, angefangen von Säbeln, Gewehren und Orden bis zu seinem Muska und Fitnessgeräten. In der Galerie befindet sich eine Vielzahl von Porträts und Gemälden des Unabhängigkeitskrieges.
In den folgenden Gängen danach sind die Büsten führender türkischer Persönlichkeiten des Krieges ausgestellt. Den Abschluss bildet ein Teil von Atatürks Privatbibliothek von 3123 Büchern, die in digitalisierter Form zur Recherche durchsucht werden können.
Das Museum ist kostenlos zugänglich.

#### Grab Inönüs

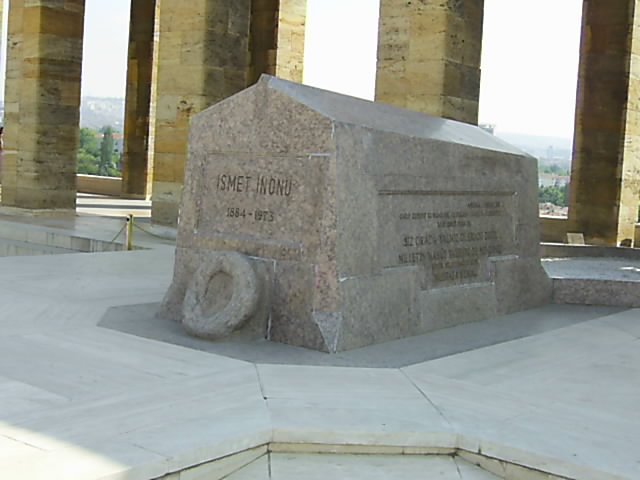
Sarkophag Inönüs

Ismet Inönüs Sarkophag befindet sich direkt gegenüber dem großen Mausoleum in südwestlichen Richtung; er wurde dort am 28. Dezember 1973 beigesetzt und das Grab 1993 und 1998 umgestaltet. Der Sarkophag am Zentralplatz ist wie Atatürks Sarkophag ebenfalls symbolischer Natur. Der Eingang zum eigentlich Grab befindet sich an der Westseite der Arkaden. Er enthält einen Abschnitt mit Privatgegenständen, Kleidung und Bildern des ersten Ministerpräsidenten. Im Gegensatz zu Atatürks Grabkammer kann an ausgewählten Tagen des Jahres (sein Todestag, nationale Feiertage) Inönüs Grabkammer besichtigt werden.
Zuvor waren auch Cemal Gürsels und einige zivile und militärische Opfer der gewaltsamen Absetzung der Menderes-Regierung eine Zeit lang in Anıtkabir begraben. Mit Errichten des Staatsfriedhofs 1985 in Ankara wurde Cemal Gürsel dorthin, die anderen Opfer in zivile Friedhöfe umgebettet. Es wurde erklärt, dass diese Anlage nur für das Andenken Mustafa Kemals bestimmt ist. Für İsmet İnönü als sein enger Gefolgsmann und Waffenbruder wurde eine Ausnahme gemacht.

### Mausoleum

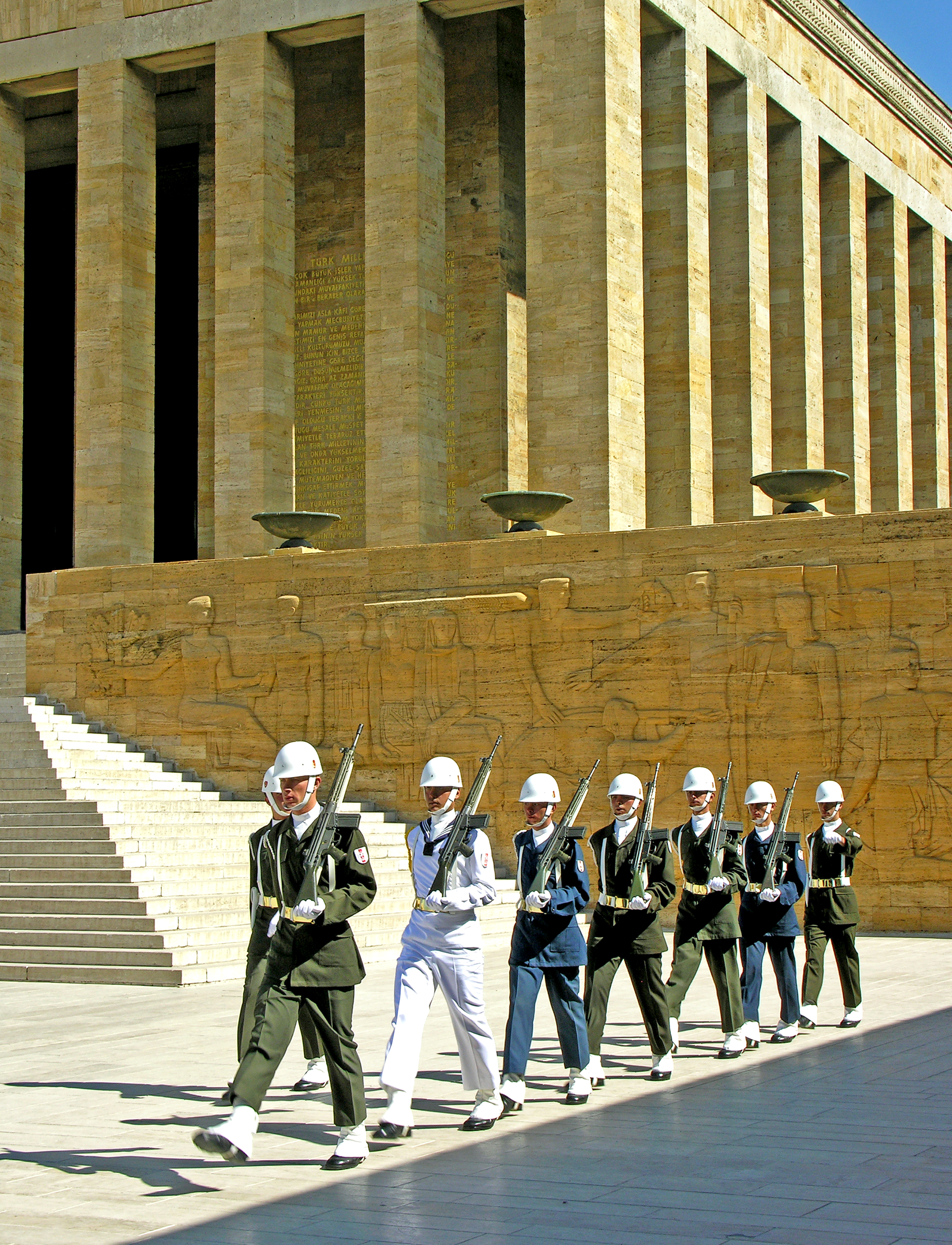
Das Mausoleum mit dem Sakarya-Relief und Wachsoldaten

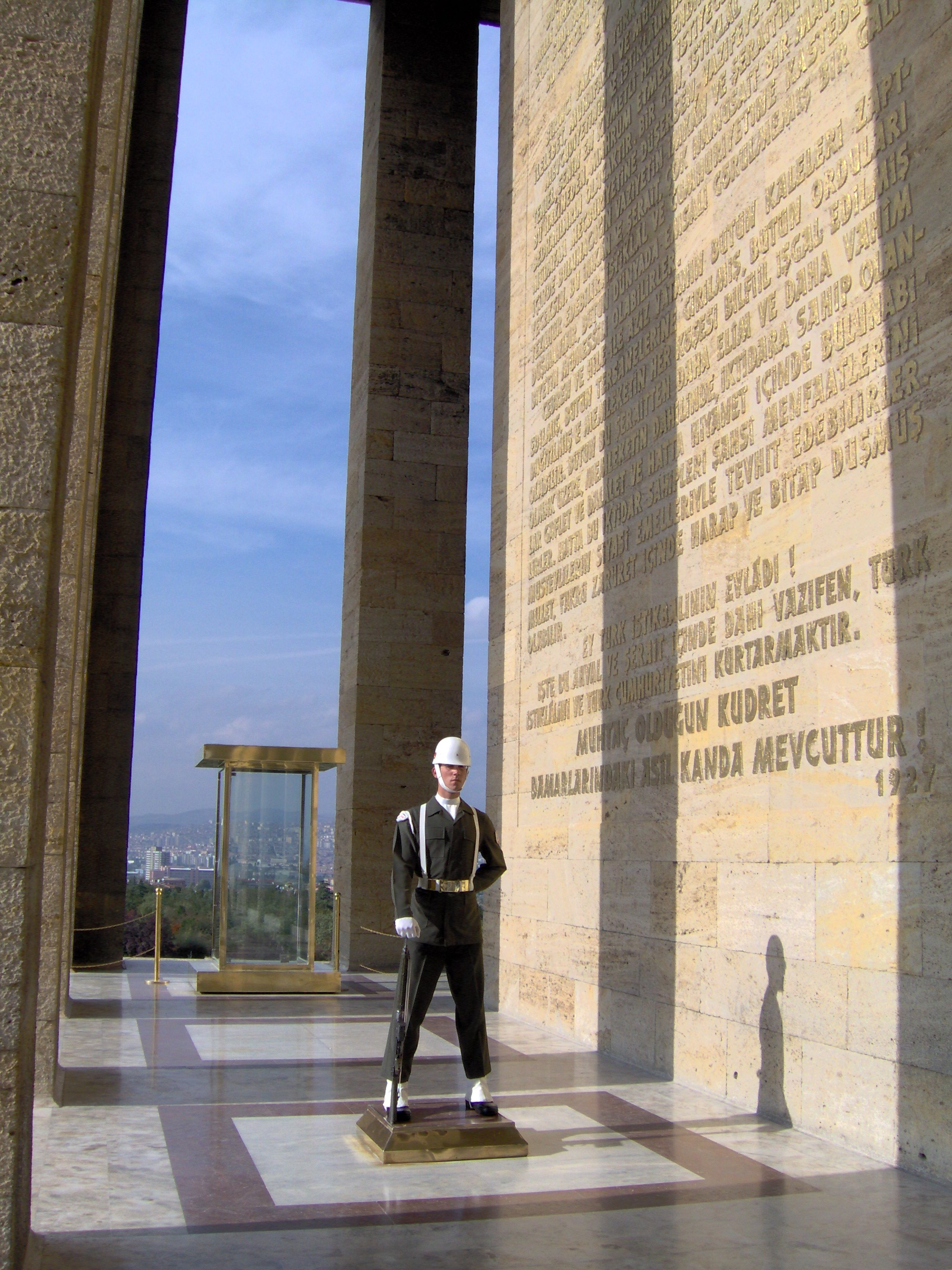
Wachsoldat und Atatürks Reden beim Eingang zum Mausoleum

Das Mausoleum ist der höchste Punkt und der Blickfang der ganzen Anlage. Er ist stilistisch in abstrahierter Form einem Tempel der Antike angelehnt. Der quaderförmige Bau hat die Maße 72 × 52 × 17 m. Er besitzt vorne und hinten 8 und an den Seiten 14 eckige Säulen. Das Mausoleum ist vom Zentralplatz durch eine 42-stufige Treppe getrennt, in dessen Mitte ein Podest steht, welches folgende Inschrift trägt:

“HAKİMİYET KAYITSIZ ŞARTSIZ MİLLETİNDİR”

Rechts und links der Treppe befinden sich Reliefabbildungen mit Darstellungen der Schlachten von Dumlupınar und am Sakarya. Sie sind wie alle Reliefabbildungen in den verschiedenen Türmen des Grabkomplexes im hethitischen Stil gehalten.
Die nach dem Treppenaufstieg am Eingang seitlich am Mausoleum in goldener Schrift gehaltenen Texte sind Atatürks anlässlich des zehnten Jahrestags der Republikgründung gehaltene Rede Onuncu Yıl Nutku (rechts) und die Ansprache an die Jugend Gençliğe Hitabe (links). Sie wurden erst 1981 hinzugefügt.
Zum Verständnis, warum ein antiker Tempel als Motiv genommen wurde, ist es wichtig, sich in den Zeitgeist der jungen Republik hineinzudenken. Zum einen ist es ein Motiv der neoklassizistischen Strömung, welches auf das Klassische und zeitlos Gültige Wert legt. Es entspricht dem gängigen Stil seiner Zeit, so ist das stilistisch ähnliche Lincoln Memorial ebenfalls Anfang des 20. Jahrhunderts entstanden. Zum einen brach Atatürk politisch und kulturell mit dem untergegangenen Osmanischen Reich. In den frühen Republikjahren gab es die Bestrebungen, die vorseldschukischen anatolischen Zivilisationen wie die Hethiter und Sumerer mit in die türkische Geschichtsidentität einzugliedern. Der Architekt Onat erklärte ganz im Sinne seiner Zeit hierzu:

“Akdeniz milletlerinden birçoğu gibi, tarihimiz binlerce yıl önceye gidiyor. Sümerlerden ve Hititlerden başlıyor ve Orta Asya'dan Avrupa içlerine kadar birçok kavimlerin hayatlarına karışıyor, Akdeniz medeniyetinin klasik geleneğinin en büyük köklerinden birini teşkil ediyordu. Atatürk, bize bu zengin ve verimli tarih zevkini aşılarken, ufuklarımızı genişletti. Bizi ortaçağdan kurtarmak için yapılmış hamlelerden en büyüğünü yaptı. Gerçek geçmişimizin ortaçağ değil, dünya klasiklerinin ortak kaynaklarında olduğunu gösterdi.”

„Wie auch bei anderen Mittelmeervölkern geht unsere Geschichte tausende Jahre zurück, sie beginnt bei den Sumerern und Hethitern und vermischt sich mit Völkern Zentralasiens und Europas. Sie bildeten eine der wichtigsten Wurzeln der klassischen Tradition der Zivilisation des Mittelmeeres. Als Atatürk uns die Reichhaltigkeit dieser Geschichte einimpfte, erweiterte er unseren Horizont und tat einen Riesenschritt, um uns vom Mittelalter zu befreien. Unsere wahre Vergangenheit liegt nicht im Mittelalter, sondern in den Wurzeln, die wir mit den klassischen Kulturen der Welt gemein haben.“

#### Ehrenhalle

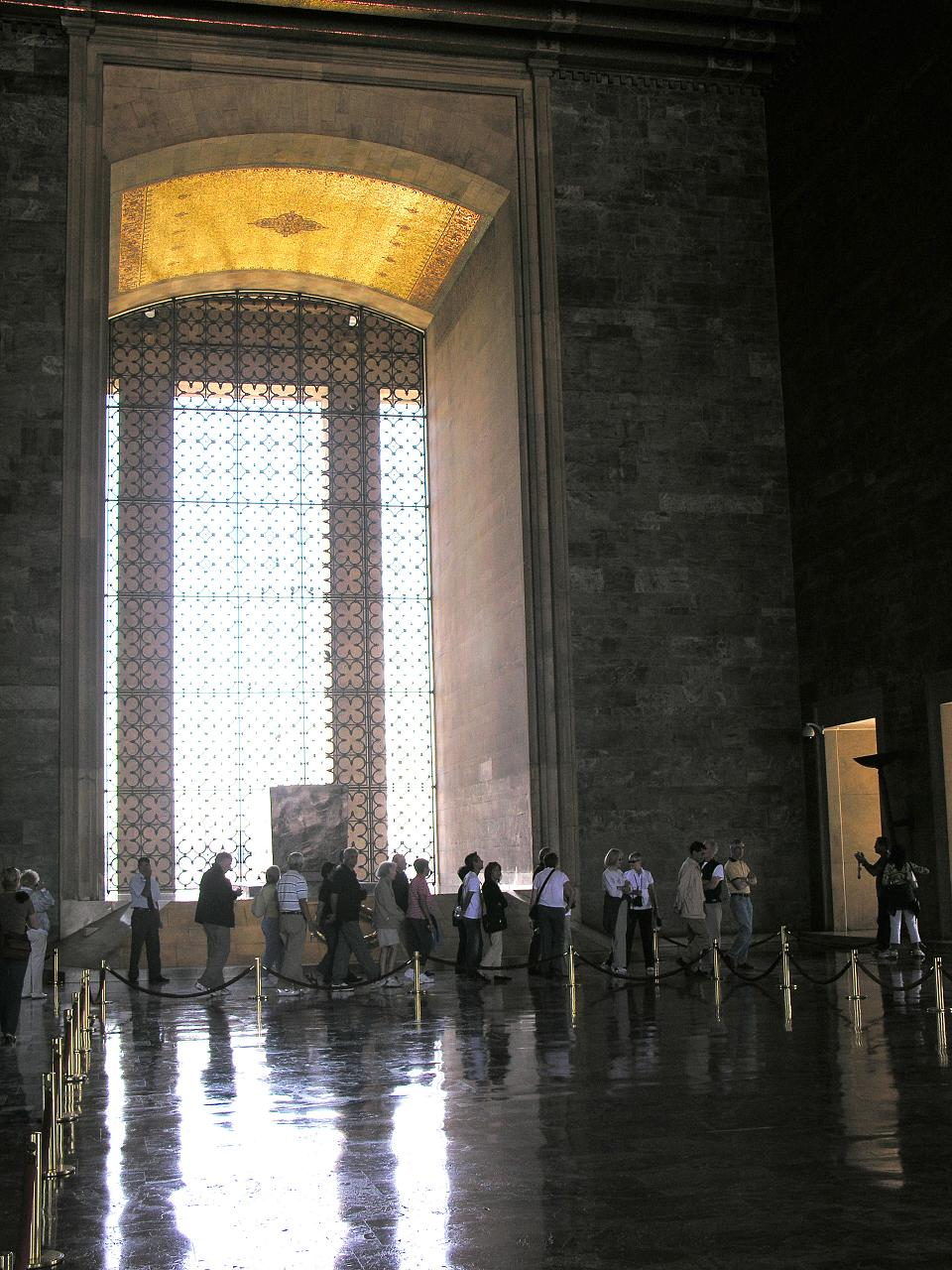
Symbolisches Grab mit vergoldetem Himmel in der Ehrenhalle

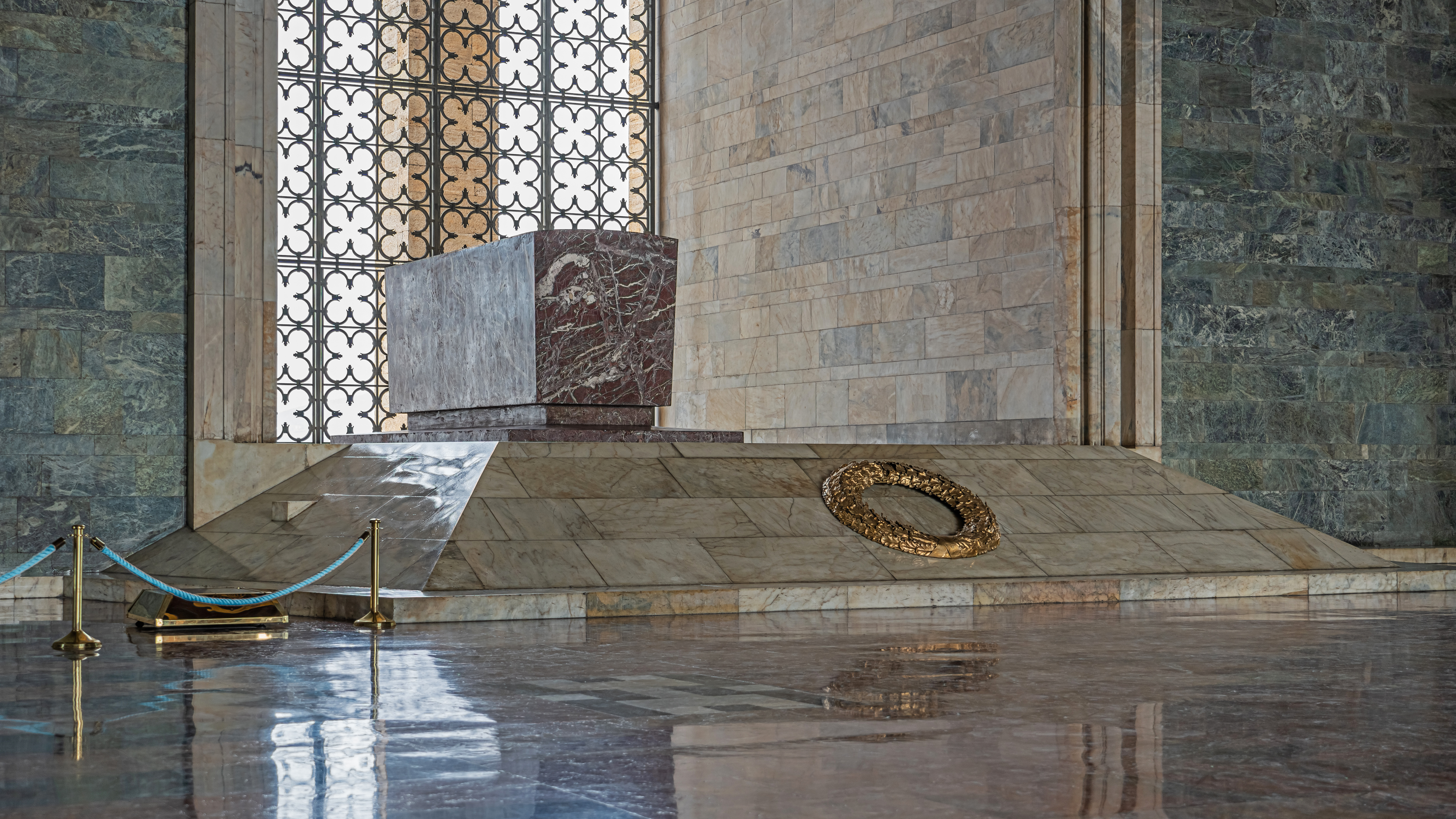
Sarkophag in der Ehrenhalle

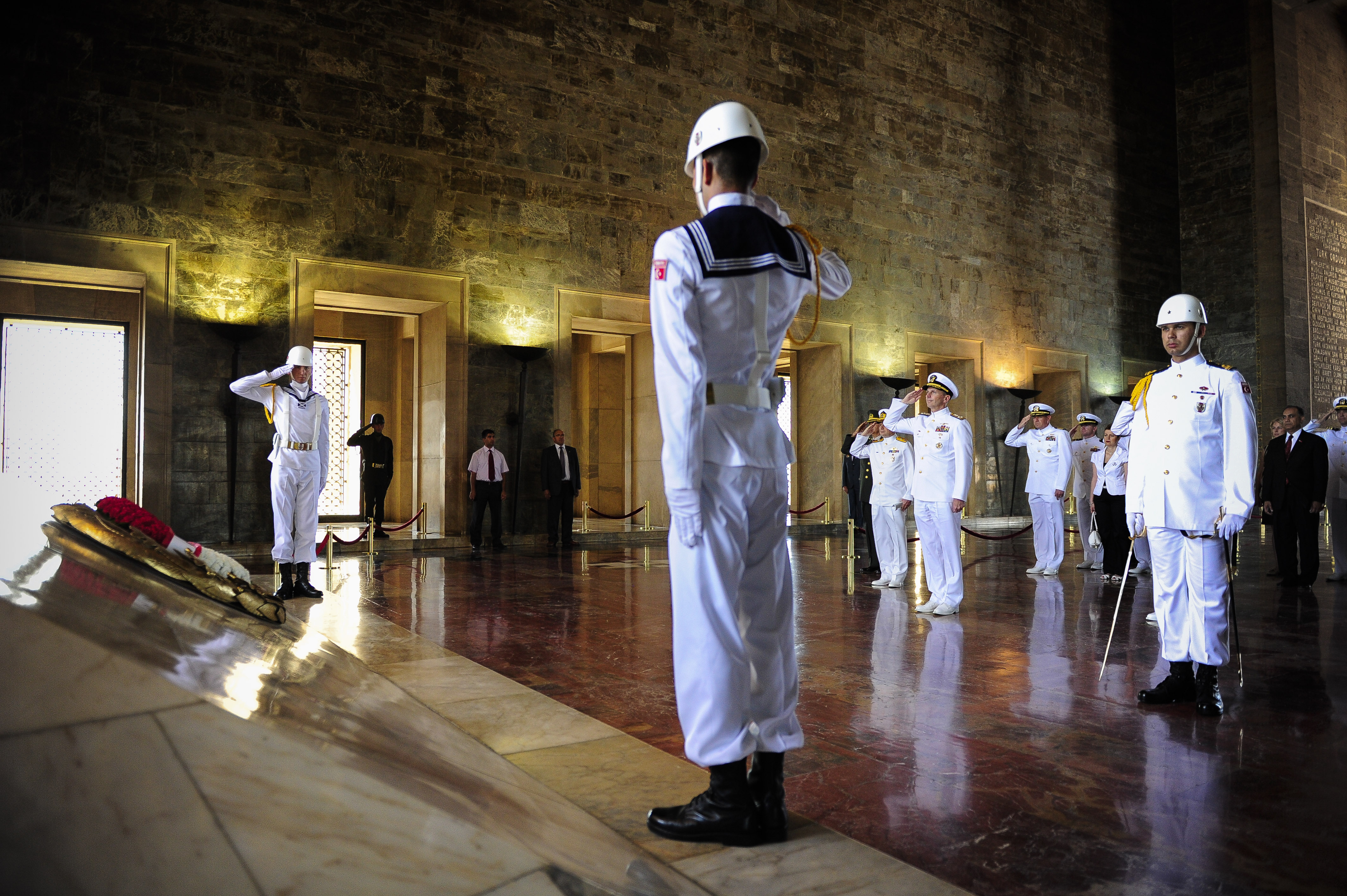
Offizielle Kranzniederlegung am Sarkophag

Die Ehrenhalle befindet sich im Mozole. In diesem Raum erweisen Besucher und Staatsgäste Atatürk die Ehre. In nordöstlicher Richtung ist ein riesiges vergittertes Fenster die Lichtquelle, welche den symbolischen Sarkophag in der Nische erleuchtet. Blickt man hinaus, so ist in der Ferne die Zitadelle Ankaras zu sehen. Auf den Himmel über dem Sarkophag wurde ein osmanisches Teppichmuster des 15/16. Jahrhunderts in Gold aufgetragen.
Der Sarkophag wiegt um die 40 Tonnen und besteht aus rotem Marmor. Dieser ist auf einem Marmorgewölbe platziert, auf dem Kranzniederlegungen möglich sind. In den ersten Entwürfen befand sich der Sarkophag zentral im Raum, was den Besuchern die Möglichkeit gab, ihn zu umrunden und nach osmanischer Tradition zu beten. Unter anderem durch Bonatz’ Auffassung, dass das Mausoleum „nicht die Form eines Türbe eines Sultan haben“ dürfe, wurde hiervon Abstand genommen, und der Sarkophag wurde an die nordöstliche Seite platziert.

#### Grabkammer
Die Grabkammer Atatürks befindet sich direkt sieben Meter unter dem Sarkophag der Ehrenhalle. Die Kammer hat eine achteckige Grundform sowie eine pyramidenförmige Decke und orientiert sich mit der Architektur an der seldschukisch-osmanischen Tradition einer Türbe.
Der Leichnam Atatürks liegt nicht in einem Sarkophag, sondern direkt unter der Erde. Der zentrale sarkophagförmige Marmorblock dient lediglich als Verschluss des Grabes. Dieser ist in Richtung Mekka ausgerichtet. Um den Sarkophag sind 83 Gefäße aufgestellt, in denen sich Erde aus allen Provinzen der Republik Türkei sowie Erde aus der Türkischen Republik Nordzypern, aus Aserbaidschan, aus dem Geburtshaus Atatürks in Thessaloniki, aus dem türkischen Soldatenfriedhof in Korea und aus dem Grab Süleyman Schahs befindet.
Die Grabkammer ist für jegliche Besucher gesperrt. Diese erhalten Einblick in die Kammer an einem Monitor per Live-Schaltung.

## Bedeutung
Das Anıtkabir ist ein zentraler Ort für Staatsakte der Türkei. Das Mausoleum ist vor allem für inländische Besucher ein oft gewähltes Ausflugsziel. So besichtigten im Jahr 2012 insgesamt 3.351.604 Menschen das Anıtkabir. Dabei waren 3.144.216 der Besucher aus dem Inland und 207.388 aus dem Ausland. Auch Rollstuhlfahrer können den gesamten Komplex besuchen, der mit modernen technischen Mitteln behindertengerecht erweitert wurde.
Die Besucher stammen aus allen Bevölkerungsschichten der Türkei – nicht nur der säkularen. Der Platz ist ebenfalls ein Ort zur Vermittlung von nationalen Werten für Schulklassen, es kommen viele Eltern mit ihren Kindern. In der Ehrenhalle wird gebetet und getrauert, manchmal erweisen ihm dort junge Brautpaare die Reverenz. Viele zivilgesellschaftliche und staatliche Organisationen legen einen Kranz nieder und beklagen sich über aktuelle politische Entwicklungen. Obwohl es auch ein touristisches Ziel ist, achtet das Wachpersonal auf die besondere Bedeutung des Ortes und untersagt so z. B. das Mitbringen von Einkaufstüten und das Tragen von Hüten in der Ehrenhalle; für Frauen ist das Kopftuch erlaubt.
Aufgrund der nationalen Symbolik und Ritus und der Bedeutung für viele Türken wird das Mausoleum von einigen ausländischen Autoren als säkulare „Pilgerstätte“ bezeichnet.

## Sonstiges
Das Anıtkabir war Anschlagsziel des selbsternannten Kalifen von Köln. Dessen radikalislamisches Gefolge wollte ein Flugzeug entführen und mit 200 kg Sprengladungen am Tag der Republik die versammelte Staatsführung inklusive des Mausoleums in die Luft sprengen.